# دبورا کوکس
دبورا کوکس (انگلیسی: Deborah Cox؛ زادهٔ ۱۳ ژوئیهٔ ۱۹۷۴) یک موسیقی‌دان اهل کانادا است. وی از سال ۱۹۹۵ میلادی تاکنون مشغول فعالیت بوده‌است.